# Nifuleo
Nifuleo is een bestuurslaag in het regentschap Timor Tengah Selatan van de provincie Oost-Nusa Tenggara, Indonesië. Nifuleo telt 1083 inwoners (volkstelling 2010).